# 大村節二
大村 節二（おおむら せつじ、1936年もしくは1937年 - 2011年1月11日）は、関西独立リーグ・明石レッドソルジャーズの球団代表。株式会社明石市民球団代表取締役。兵庫県出身。

## 略歴
全播磨硬式野球団（現：YBS播磨）の創設者で、元オーナー。兵庫県野球連盟副会長も務めるなど、同県のアマチュア野球界の功労者と報じられている。特に社会人野球のクラブチームへの貢献は大きい。軟式野球を引退した中学生にも指導を行うなど、多くの選手を育てている。
株式会社明石市民球団代表取締役および明石レッドソルジャーズの代表取締役に就任したが、チームの経営難により全選手が離散した。その最中の2010年12月、体調不良で入院。2011年1月11日、胆嚢癌のため74歳で死去。

## 主な教え子
- 深江真登（オリックス）
- 前田勝宏（元・西武ライオンズ）
- 福泉敬大（読売ジャイアンツ）
- 上村聡一（フロリダ・マーリンズ）